# Frédéric F. Clairmont
Frédéric F. Clairmont est un économiste et essayiste canadien. Il est spécialisé dans l'histoire économique et la géopolitique.

## Biographie
Frédéric Clairmont fait ses études à l'Université McGill de Montréal. Il a travaillé pour les Nations unies, notamment pour l' United Nations Economic Commission for Africa et l' United Nations Conference on Trade and Development (UNCTAD).

## Activités éditoriales
Frédéric F. Clairmont est l'auteur d'ouvrages économiques publiés en anglais : 

The Rise & Fall of Economic Liberalism: The Making of the Economic Gulag, éd.Apex Pr (1996), Cuba and Venezuela : the Nemeses of imperialism, éd.Citizens International (2007), Prospects of war and peace, éd.Citizens International (2009), BP: The Unfinished Plunder and Crimes of Anglo-American Imperialism, éd.Citizens International (2010), Venezuela: The Embattled Future, Clarity press (2011) et Globalization, The Purgatory of Delusions: Reflections on Imperial Pathology, Global Research (2012). 
Il a écrit de nombreux articles de référence dans des journaux tels que Le Monde ou Le Monde diplomatique, dont certains, tel celui-ci : BCCI - « La banque à abattre », paru dans le Monde diplomatique de septembre 1991 ont été commentés par des spécialistes. Il a également écrit des critiques de livres et des recensions, toujours dans le Monde diplomatique.